# 葛禄博
葛禄博（德語：Wilhelm Grube，1855年8月17日—1908年7月2日）是德国汉学家、民族学家，西方通古斯语言研究的先驱之一。
葛禄博1855年生于俄国圣彼得堡，1874年入圣彼得堡大学学习汉语、满语、蒙语、藏语，1878年毕业。1880年在莱比锡大学获博士学位。此后先后工作于柏林民族博物馆和柏林大学。1897–1899年曾游历中国。
1892年和1900年，葛禄博分别出版了尼夫赫语与赫哲语的词典。1896年，葛禄博首次译出了华夷译语中的女真语部分，这一工作后成为了女真语研究中的关键资料。他还出版了封神演义的第一个西方译本。